# Balbisia calycina
Balbisia calycina är en tvåhjärtbladig växtart som först beskrevs av Gris., och fick sitt nu gällande namn av A. T. Hunziker och Arizaespinar. Balbisia calycina ingår i släktet Balbisia och familjen Vivianiaceae. Inga underarter finns listade i Catalogue of Life.